# OH/IR 별

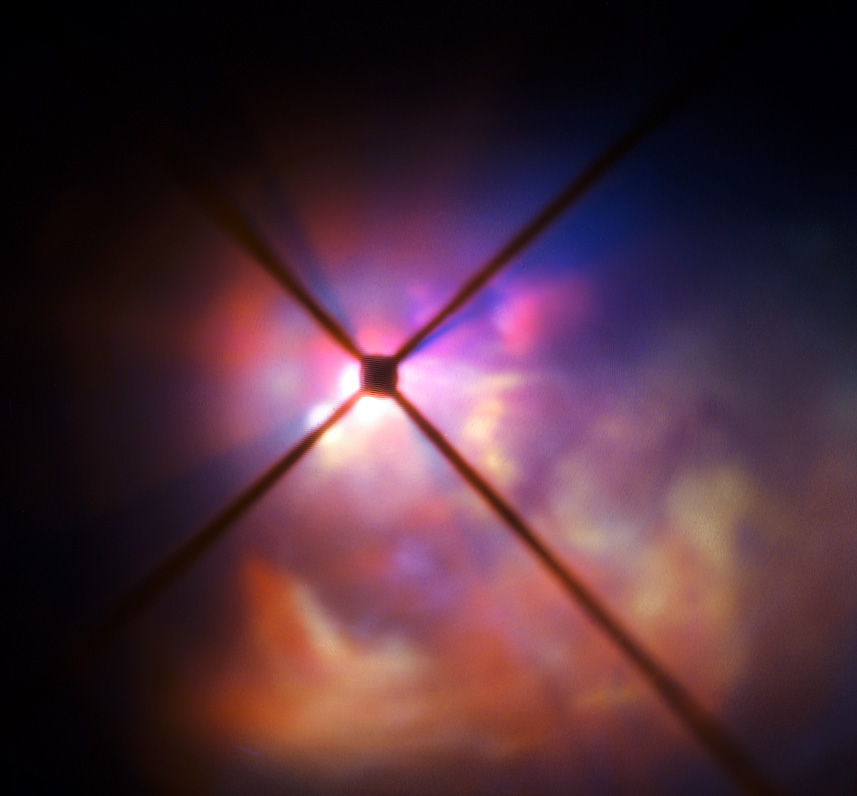
VLT의 적색극대거성 큰개자리 VY 주변 이미지

OH/IR 별은 점근거성가지성 (AGB) 또는 적색초거성 (RSG) 또는 적색극대거성 (RHG)으로 강한 OH 메이저 방출을 보이고 근적외선 파장대에서 비정상적으로 밝다.
AGB 진화의 매우 후기 단계에서 별은 극도의 질량 손실을 동반하는 슈퍼윈드를 발생시킨다. 항성풍의 가스는 별에서 멀어지며 냉각되어 응축돼 물 (H2O) 및 일산화규소 (SiO)와 같은 분자를 형성하며 이로 인해 먼지 알갱이(주로 규산염)가 형성되어 더 짧은 파장에서 별을 가려 강력한 적외선원이 생성될 수 있다. 히드록실 (OH) 라디칼은 광분해 또는 충돌 분해에 의해 생성될 수 있다.
H2O와 OH는 모두 펌핑되어 메이저 방출을 생성할 수 있다. 특히 OH 메이저는 1612MHz에서 강력한 메이저 활동을 일으킬 수 있으며 이는 OH/IR 별의 특징으로 간주된다. 미라형 변광성과 같은 다른 많은 AGB 항성들은 1667MHz 또는 22MHz와 같은 다른 파장에서 더 약한 OH 메이저를 나타낸다.

## 예시

### OH/IR 별
- NSV 25875
- W43A
- 고물자리 QX
- 독수리자리 R
- 독수리자리 SY
- 독수리자리 V1300
- 독수리자리 V1365
- 독수리자리 V1366
- 물고기자리 WX
- 물뱀자리 IW
- 방패자리 V437
- 외뿔소자리 GX
- 카시오페아자리 V669

### OH/IR 초거성
- IRC +10420
- IRC −30308
- WOH G64
- 궁수자리 VX[a]
- 백조자리 NML
- 세페우스자리 MY
- 전갈자리 AH
- 카시오페아자리 PZ
- 큰개자리 VY
- 페르세우스자리 S